# Parch jabłoni

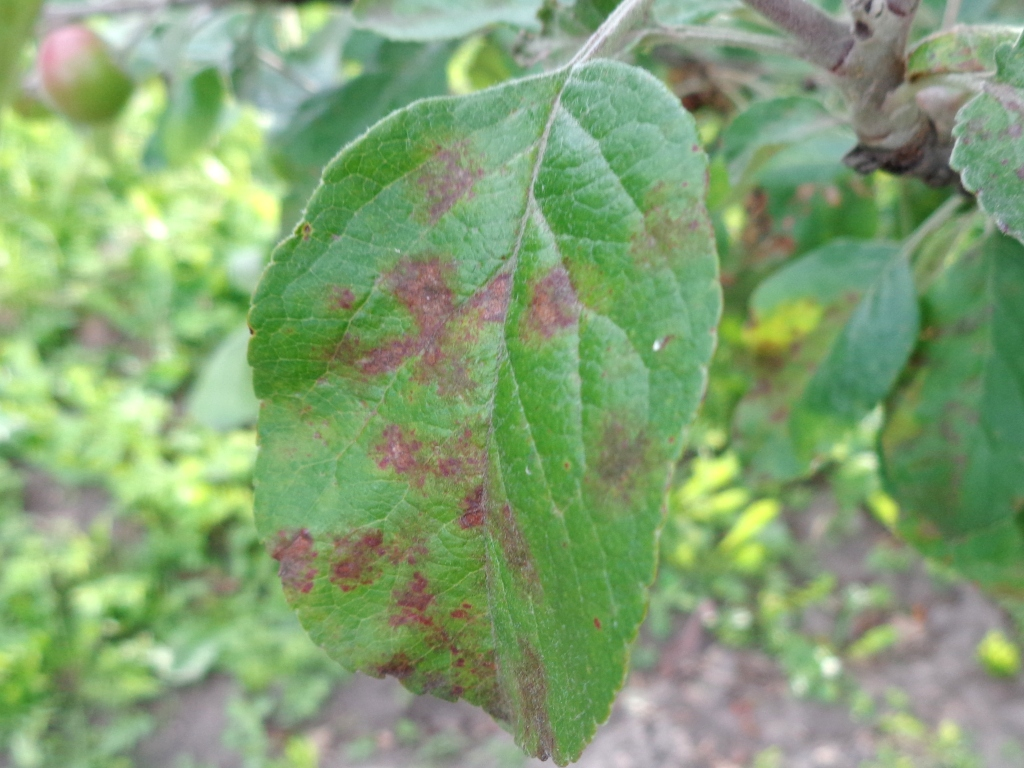
Objawy porażenia parchem na liściach jabłoni

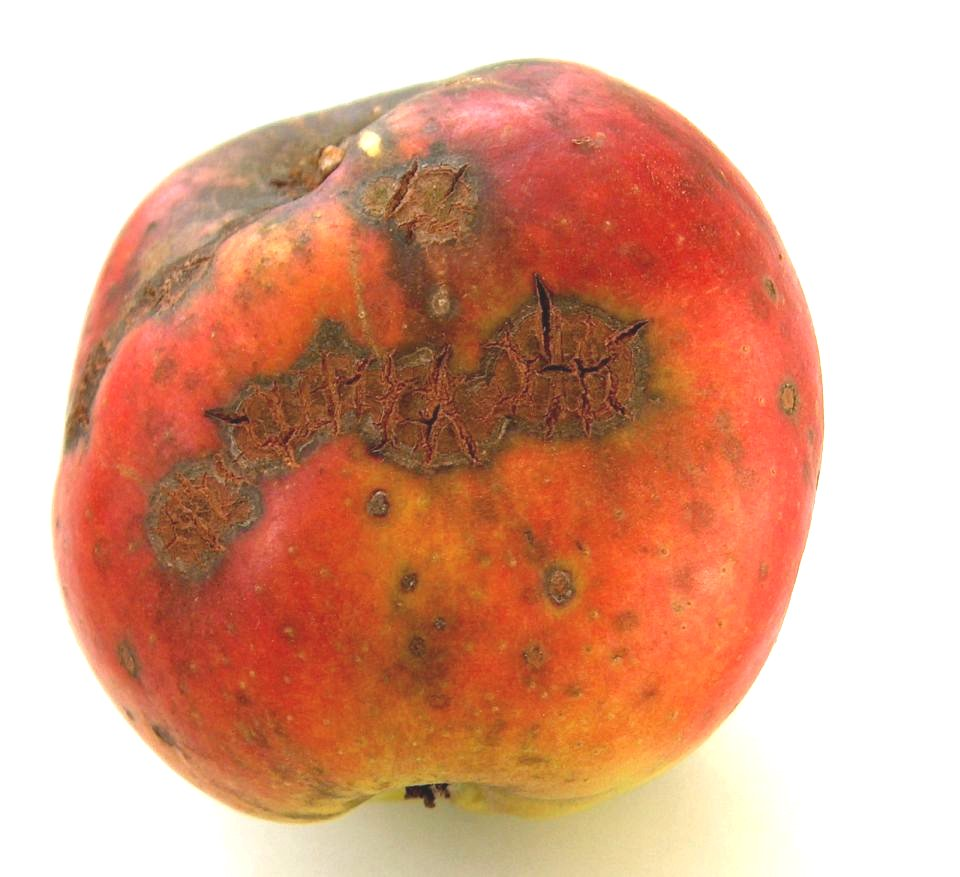
Objawy porażenia parchem na owocach

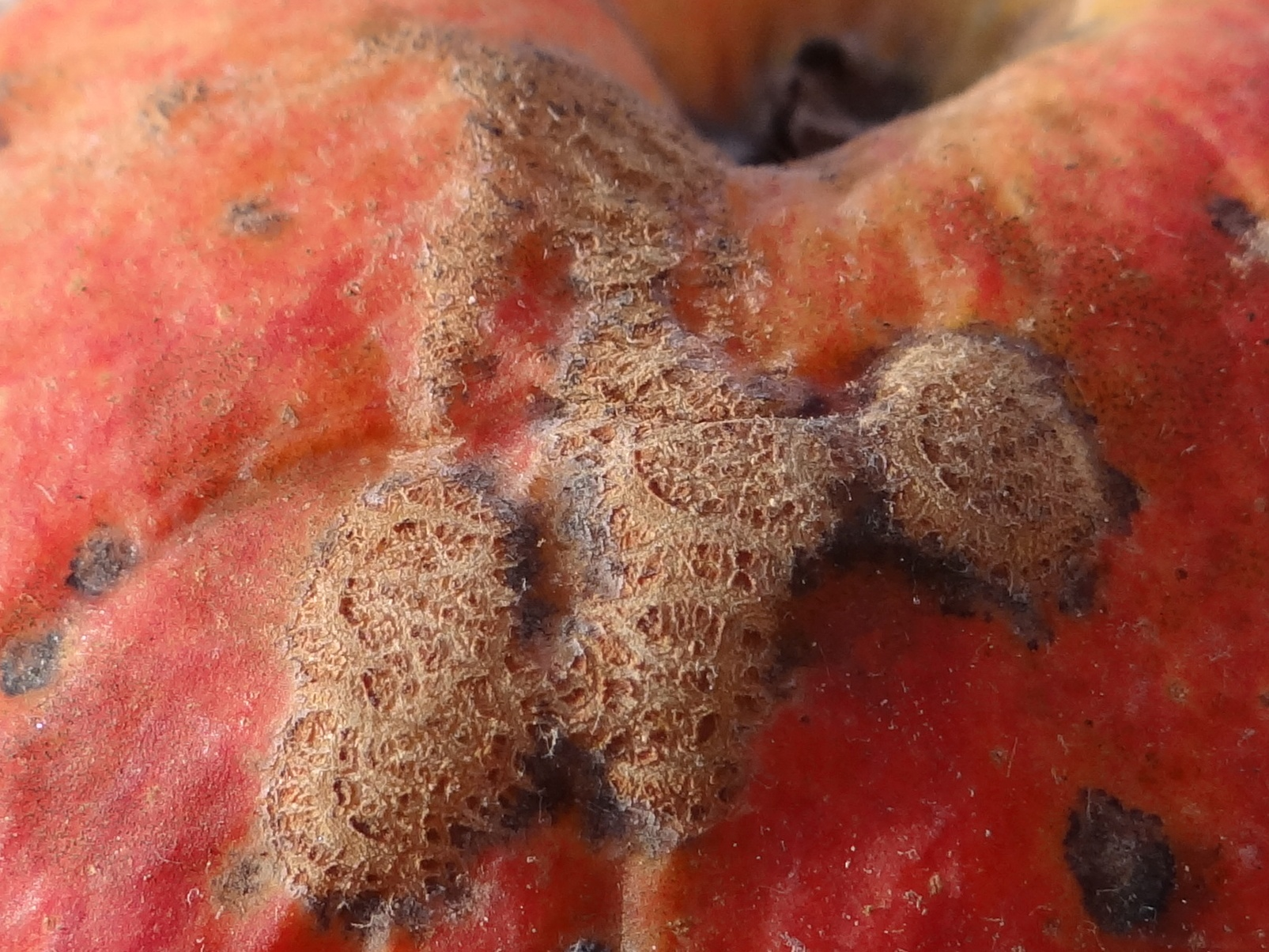
Charakterystyczne skorkowacenie plam na jabłkach

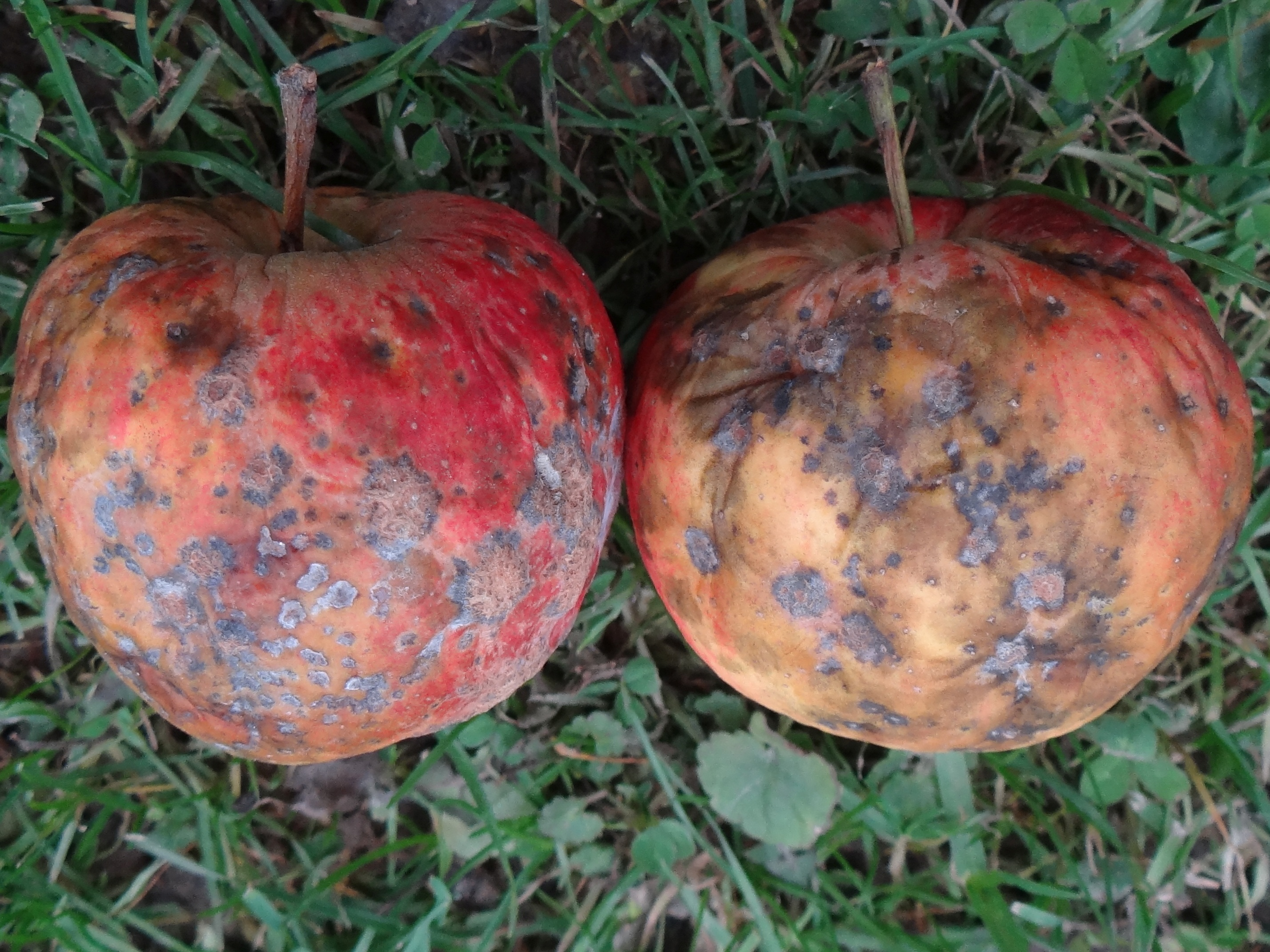

Parch jabłoni – grzybowa choroba większości gatunków drzew z rodzaju jabłoń (Malus Mill.), wywołana przez Venturia inaequalis. Parch jest najpospolitszą i najgroźniejszą chorobą jabłoni. Powoduje znaczne obniżenie plonowania i zmniejszanie jego wartości oraz znaczne osłabienie drzew. Porażone owoce odmian zimowych jabłoni gorzej się przechowują lub też nie nadają się do przechowywania.

## Objawy
Grzyb może porażać liście i owoce oraz – rzadziej – młode, niezdrewniałe pędy. Pierwsze objawy w postaci małych, brunatnooliwkowych plam pojawiają się na górnej stronie młodych liści krótko po rozwinięciu się pąków. W miarę rozwoju liści wielkość i liczba plam zwiększa się, tak że w końcowej fazie porażenia, zwłaszcza w warunkach sprzyjającej wilgotności, plamy mogą obejmować większość powierzchni blaszki liściowej. W końcowym okresie rozwoju chorobowego plamy stają się brunatne, ponieważ porażone części ulegają wyschnięciu i częściowej nekrozie.
Objawy na owocach są jeszcze bardziej widoczne niż na liściach. Plamy na zawiązkach owoców są zwykle duże, zlewające się i ciemne. Rosnący owoc zniekształca się i może pękać. Porażone owoce bronią się, wytwarzając w miejscu porażenia warstwę korkową. Duże straty powoduje także parch późny (przechowalniczy), które następuje tuż przed zbiorem, a choroba rozwija się w chłodni owoców. Plamy na owocach są zwykle mniejsze, czarne (nie brunatne) i lekko błyszczące.

## Etiologia i rozwój choroby
Grzyb wytwarza stadium konidialne bytujące pasożytniczo i stadium workowe – saprofityczne. Zarodniki workowe powstają wiosną w pseudotecjach na liściach z poprzedniego roku i są źródłem infekcji pierwotnych. Paseudotecja tworzą się na tej części opadłych liści, która jest zwrócona do góry. Dostawszy się na zwilżony liść, zarodnik workowy kiełkuje w strzępkę rostkową i dość mocno przykleja się do powierzchni liścia. Od strzępki odgałęzia się strzępka infekcyjna, która przenika przez kutikulę i pod nią na ścianie komórkowej skórki rozwijają się obficie rozgałęziona strzępnia grzybni. Grzybnia wytwarza mniej lub bardziej zwartą warstwę trzonków konidialnych, które po przebiciu kutikuli widoczne są w postaci oliwkowobrunatnego nalotu. Zarodniki konidialnelne są długoelipsoidalne i powstają na wszystkich porażonych częściach roślin po kilka na jednym wyrastającym z grzybni trzonku. Są źródłem infekcji wtórnej latem i jesienią, choć stwierdzono, że zimujący na pędach tzw. parch powierzchniowy tworząc konidia wiosną także może być źródłem infekcji.
Największy rozwój grzyba przypada na okres wiosenny, gdy na drzewie powstaje dużo młodych, a tym samym wrażliwych liści. Stare liście są prawie całkowicie odporne na działanie grzyba. Wiosną wysiew zarodników workowych uzależniony jest od temperatury powietrza i wilgotności. Najbardziej sprzyjająca temperatura zawiera się w granicach 16–24 °C, temperatura poniżej 4 °C znacznie hamuje wysiew, a poniżej 2 °C zatrzymuje go zupełnie. Wysiew, a właściwie czynne wyrzucanie zarodników odbywa się aktywnie pod wpływem wzrostu ciśnienia osmotycznego spowodowanego deszczem lub rosą. Wysiew zarodników workowych może trwać do 10 tygodni.

## Zwalczanie
Parcha zwalcza się głównie metodami chemicznymi, a o skuteczności decyduje wybór właściwego fungicydu, odpowiedniego terminu jego zastosowania i dokładności przeprowadzonego opryskiwania. W nauce sadowniczej znane są obecnie trzy programy opryskiwań przeciwko parchowi. W praktyce programy ochrony są najczęściej zależnie od warunków pogodowych i są częściowo schematyczne a częściowo interwencyjne (według wskazań sygnalizacji).

### Program fenologiczny
Pierwszy, najwcześniej zalecany, to program fenologiczny oparty na fazach rozwojowych jabłoni. Przewiduje 5 oprysków fungicydami wiosną do momentu, gdy owoce osiągają wielkość orzecha laskowego, a następnie w zależności od warunków pogodowych systematycznie co dwa tygodnie do momentu nie późniejszego niż na to wskazuje okres karencji stosowanego fungicydu. Nie zawsze program ten jest skuteczny, gdyż często brak zbieżności pomiędzy fazami rozwojowymi jabłoni a okresami krytycznymi wynikającymi z przebiegu pogody.

### Program schematyczny
Realizowany jest w USA i w wielu sadach towarowych w Polsce. Opryskuje się drzewa fungicydami o działaniu zapobiegawczym co 7–10 dni przed kwitnieniem i co 10–14 dni po kwitnieniu, przy czym należy starać się wykonywać opryski przed spodziewanym deszczem. Wadą jego jest to, że zwykle w sezonie wykonuje się 2–4 niepotrzebne opryskiwania.

### Program według sygnalizacji
Badania przeprowadzone w latach 50. ubiegłego stulecia przez Millsa pozwalają z dużą dokładnością wyliczyć moment infekcji. Wykazał on ścisłą zależność pomiędzy długością zwilżenia liści i temperaturą powietrza a szybkością kiełkowania zarodników grzyba Venturia inaequalis. Opierając się na tych danych łatwo można wyliczyć termin infekcji. Wykonują to zwykle stacje sygnalizacyjne i informują producentów o zagrożeniu. Zabieg musi być wykonany w przeciągu najczęściej 36–48 godzin po rozpoczęciu procesu zakażania przy użyciu fungicydów o działaniu interwencyjnym; ważny jest dobór środków o określonym czasie działania interwencyjnego. Obecnie w Polsce są dostępne  środki o działaniu interwencyjnym do 120 godzin po infekcji.

### Metody wspomagające
Niektóre zabiegi agrotechniczne mogą również odegrać dużą rolę w zwalczaniu parcha jabłoni. Należy do nich przede wszystkim prześwietlanie koron drzew. Dostatecznie luźna korona sprzyja szybszemu wysychaniu mokrych po deszczu liści, co skraca okres umożliwiający zakażenie. Ponadto drzewa o luźnej koronie można dokładniej opryskać.
Innym sposobem jest usuwanie opadłych liści lub też niszczenie ich w sadzie. Likwiduje się w ten sposób otocznie na opadłych liściach, ograniczając infekcje pierwotne wiosną. Liście można likwidować, opryskując jesienią 5% roztworem mocznika, co powoduje ich szybki rozkład i mineralizację.

## Wrażliwość odmian
Odmiany uprawne jabłoni różnią się wrażliwością na tę chorobę. Do najbardziej wrażliwych należy amerykańska odmiana McIntosh, a także prawie wszystkie które są jej pokrewne jak np. Lobo, Cortland, Spartan, Macoun a także inne odmiany jak np. Kronselska, Landsberska, Beforest, Elstar czy Granny Smith. Wiele odmian popularnych w Polsce należy do średnio wrażliwych na tę chorobę; są to np.: Gala, Golden Delicious, Jonagold, Koksa Pomarańczowa, Malinowa Oberlandzka czy Szampion. Odmianami które rzadko ulegają tej chorobie, tylko w bardzo sprzyjających warunkach pogodowych i przy dużej presji patogenu, czyli odmianami określanymi jako odporne są: Antonówka Zwykła, Piękna z Boskoop, Kosztela.

## Hodowla odmian odpornych na parcha

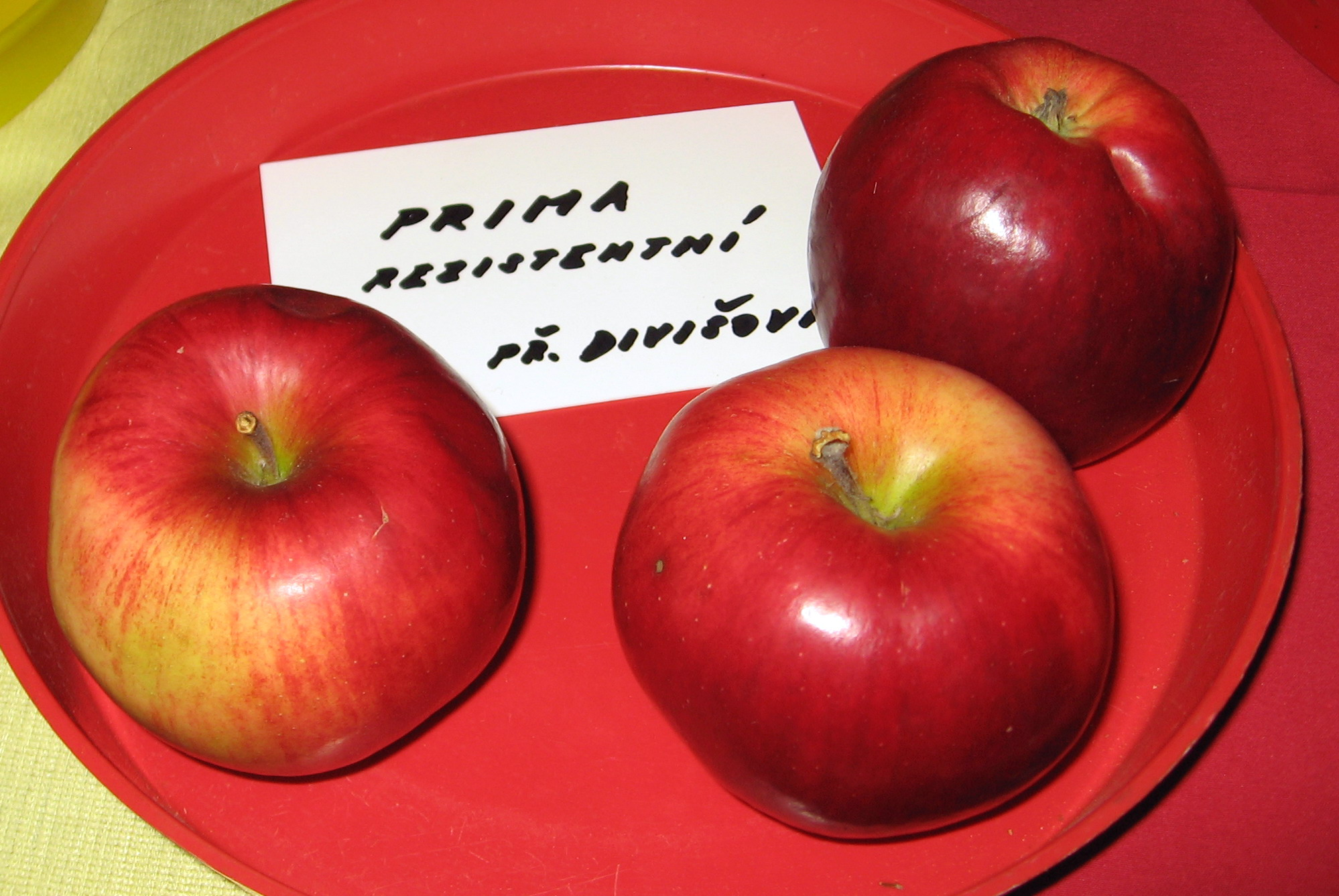
Prima – Pierwsza genetycznie odporna odmiana

W roku 1945 w Stanach Zjednoczonych na uniwersytetach Purdue University, Rutgers University oraz Illinois University rozpoczęto program hodowli odmian odpornych na parcha jabłoni (badania wstępne prowadzono od 1926 roku). Do hodowli użyto gatunki oraz odmiany, które wykazują odporność na tę chorobę. Były to przede wszystkim Malus floribunda, M. micromalus, M. pumila i M. baccata. Gatunki te krzyżowano z amerykańską odmianą jabłoni 'Rome Beauty'. Następnie otrzymane tysiące siewek oceniano pod kątem obecności genów odporności. Stwierdzono, że najlepsze rezultaty uzyskano po krzyżowaniu z selektem Malus floribunda 821. Otrzymane siewki krzyżowano wstecznie z odmianami uprawnymi dla uzyskania potomków o lepszych walorach konsumpcyjnych, wykazujących jednocześnie odporność na parcha.
Badania, do których w późniejszych latach włączyła się Kanada, a następnie 16 krajów europejskich (m.in. Polska) były kontynuowane przez kilkadziesiąt lat, a w niektórych krajach w dalszym ciągu są prowadzone. Pierwsze odmiany otrzymane w ramach tego programu w latach 70. nazwano 'Prima' i 'Priscilla' (trzy pierwsze litery nazwy od pierwszych liter uczelni, które rozpoczęły program). Obecnie w uprawie jest kilkadziesiąt odmian, które otrzymano w wielu krajach dzięki programowi zapoczątkowanemu w USA.
Do spotykanych w uprawie w Polsce należą: Florina (Francja), Liberty (USA), Novamac (USA), Topaz (Czechy), Rubinola (Czechy), Rajka (Czechy) oraz polskie: Melfree, Medea, Egeria, Odra i Sawa.